# Инклюзивное образование
Инклюзи́вное образова́ние (англ. inclusion — включение, включающее образование, совместное обучение) — форма обучения, при которой каждому человеку, независимо от имеющихся физических, социальных, эмоциональных, ментальных, языковых, интеллектуальных и других особенностей, предоставляется возможность учиться в общеобразовательных учреждениях.
При этом для людей с инвалидностью и с ограниченными возможностями здоровья (ОВЗ) создаются специальные условия: перепланировка учебных помещений, новые методики обучения, адаптированный учебный план, изменённые методы оценки и другие. Инклюзию следует отличать от интеграции, при которой инвалиды, люди с ОВЗ или особыми образовательными потребностями обучаются в обычных учебных заведениях и приспосабливаются к системе образования, которая остаётся неизменной.

## Описание

Инклюзия и интеграция, 2013 год

Термин «инклюзия» в общем обозначает процесс включения, вовлечения или вхождения во что-то, как часть целого. По отношению к образованию ЮНЕСКО понимает инклюзию как процесс «обращения и реагирования на разнообразие потребностей всех обучающихся через участие в обучении, культуре и сообществах и сокращении отказа от поступления в школы и исключении из них». Его основной целью является создание свободной, безбарьерной среды в обучении и профессиональной подготовке людей с особыми потребностями.
В процессе инклюзии участвуют люди с инвалидностью, когнитивными и ментальными особенностями, представители этнических меньшинств, лица, содержащиеся в пенитенциарных учреждениях, маргинальные слои общества, ВИЧ-инфицированные, трудовые мигранты, студенты-иностранцы, люди, оказавшиеся в трудной жизненной ситуации, одарённые личности, лица с различными интеллектуальными и физическими отклонениями и другие.
В образовательной политике США и стран Европы используются следующие образовательные подходы:
- расширение доступа к образованию (что называется widening participation[англ.]).
- мэйнстриминг — временное обучение людей с ОВЗ со сверстниками, встречи на праздниках и совместный досуг;
- интеграция — совместное обучение людей с ОВЗ со сверстниками без ограничений в обычной системе образования, которая остаётся неизменной и не приспособленной под нужды учеников;
- инклюзия — реформирование образовательных заведений, перепланировка учебных помещений под нужды и потребности всех без исключения[10].

При инклюзии дети с ОВЗ и особыми потребностями в образовании больше заняты в мероприятиях общеобразовательного процесса, общаются со сверстниками, обмениваются навыками взаимодействия в естественной среде и участвуют в групповой учебной деятельности. Дети без ограничений в развитии в инклюзивных классах имеют более развитые коммуникативные навыки и активное поведение. Также у них больше знаний о том, что означают «ограниченные возможности», и более высокие баллы по шкалам принятия людей с инвалидностью.

### Основные принципы
- Ценность человека не зависит от его способностей и достижений.
- Каждый человек способен думать и чувствовать.
- Каждый человек имеет право на общение и на то, чтобы быть услышанным.
- Все люди нуждаются друг в друге.
- Подлинное образование может осуществляться только в контексте реальных взаимоотношений.
- Все люди нуждаются в поддержке и дружбе ровесников.
- Для всех обучающихся достижение прогресса скорее в том, что они могут делать, чем в том, что не могут.
- Разнообразие усиливает все стороны жизни[15].

## Инклюзивное образование в мире
Первые попытки интегрировать людей с инвалидностью в общество проводились параллельно в Скандинавских странах, США и Японии. В 1970-х годах в Скандинавии приняли принцип «нормализации», который позволял людям с инвалидностью «вести повседневную жизнь и жить в условиях, максимально приближенных к условиям жизни в обычном обществе». С того времени начались разработка и внедрение нормативных актов, способствующих расширению образовательных возможностей людей с инвалидностью. В 1994 году под эгидой ЮНЕСКО в городе Саламанка прошла Всемирная конференция по образованию лиц с особыми потребностями, в результате которой был провозглашён принцип инклюзивного образования и введён в международную практику термин «инклюзия». В принятой декларации о принципах, политике и практической деятельности в сфере образования лиц с особыми потребностями были записаны первые принципы инклюзии:
- Каждый ребёнок имеет основное право на образование и должен иметь возможность получать и поддерживать приемлемый уровень знаний.
- Каждый ребёнок имеет уникальные особенности, интересы, способности и учебные потребности.
- Необходимо разрабатывать системы образования и выполнять программы обучения так, чтобы принимать во внимание разнообразие этих особенностей и потребностей.
- Лица, имеющие особые потребности в области образования, должны иметь доступ к обучению в обычных школах, которые должны создать им условия на основе педагогических методов, ориентированных на удовлетворение потребностей каждого ребёнка.
- Обычные школы с инклюзивной ориентацией являются эффективным средством борьбы с дискриминацией, создают благоприятную атмосферу в обществе, обеспечивают доступное обучение, повышают эффективность и рентабельность системы образования.

В 2000 году в Дакаре на Всемирном форуме по образованию было создано международное движение «Образование для всех», участники которого выступили за доступность качественного базового образования для детей, молодёжи и взрослых. 13 декабря 2006 года Генеральная Ассамблея ООН одобрила Конвенцию о правах инвалидов, в которую вошли положения об инклюзивном образовании. Формирование включающего образования является основным направлением ЮНИСЕФ.
Наиболее совершенную законодательную базу в области инклюзивного образования имеют Канада, Кипр, Дания, Бельгия, ЮАР, Испания, Швеция, США и Великобритания.

### ВФинляндии
Финляндия была одной из первых стран, подписавших Саламанкскую декларацию о принципах, политике и практической деятельности в сфере образования лиц с особенными потребностями (1994). 

### ВРоссии
Первые инклюзивные образовательные учреждения появились в России на рубеже 1980—1990 годов. В 1991 году в Москве по инициативе Центра лечебной педагогики и родительской общественной организации открылась первая школа инклюзивного образования «Ковчег». Осенью 1992 года был создан проект «Интеграция лиц с ограниченными возможностями здоровья», в результате которого в одиннадцати регионах страны создали экспериментальные площадки по интегрированному обучению детей с инвалидностью. Чтобы подготовить педагогов к работе с детьми с ОВЗ в 1996 году коллегия Министерства образования и науки ввела в учебные планы педагогических вузов курсы «Основы специальной (коррекционной) педагогики» и «Особенности психологии детей с ограниченными возможностями здоровья». 31 января 2001 года на Международной научно-практической конференции образования приняли Концепцию интегрированного образования лиц с ОВЗ. В 2008 году Россия подписала конвенцию о правах инвалидов, а в 2012 — утвердила на законодательном уровне.
Инклюзивное образование на территории России регулируется Конституцией, федеральным законом «Об образовании», федеральным законом «О социальной защите инвалидов», а также Конвенцией о правах ребёнка и Протоколом № 1 Европейской конвенции о защите прав человека и основных свобод.

## Сложности внедрения инклюзии
Основные причины отчуждения учащегося с особыми образовательными потребностями и трудностями в обучении разделяют на ресурсные и социальные. Многие барьеры являются частью «архитектурного» окружения, например: отсутствие пандусов, подъёмников, звуковых светофоров на пешеходных переходах и другие. Однако, согласно социальной модели, это — «вторичные» барьеры. Их нужно устранять, но без ликвидации первопричин борьба с ними становится бесконечной. В первую очередь, барьеры в образовании формируются в результате взаимоотношений учеников, родителей и учителей. Другими существенными факторами являются проводимая в стране социальная политика, культура, социальные и экономические аспекты. Барьеры можно обнаружить как в школе, так и в местном сообществе, в региональной и национальной политике.

### Ресурсные и социальные барьеры
Ресурсные
Включают в себя нехватку материальных средств для удовлетворения особых образовательных потребностей учащихся, а также недостаток знаний и отсутствие понятной школьной политики в отношении инклюзии. Ресурсные барьеры делятся на три фактора:
- люди — их отношение, недостаток знаний, предубеждения, отсутствие опыта, стереотипность мышления и так далее;
- знания и информация — слабая образовательная политика, отсутствие коллективного опыта обсуждения и решения проблем;
- материальные ресурсы — нехватка средств и оборудования, низкая заработная плата сотрудников и неравномерное распределение ресурсов[27][26][28].

Социальные
Формирование социальных барьеров происходит в три этапа. Первый — макроуровень — это деятельность государственных политических и социально-экономических институтов, и система законодательства. К нему относятся несовершенство федерального законодательства в отношении образования людей с инвалидностью, несоответствие его международным нормам, отсутствие единой государственной политики в отношении инклюзии и другие.
Мезоуровень связан с идеологией, массовой культурой и социальными отношениями в сфере образования. Основные барьеры на этом этапе — наличие культурных стереотипов к людям с ОВЗ, нетерпимость и нетолерантность, отсутствие программ по сопровождению ребёнка с инвалидностью и так далее.
Микроуровень — это уровень психологического принятия учителями возможности совместного обучения детей с разными образовательными потребностями, их профессиональные установки, стереотипы и действия по отношению к учащемуся с особенностями развития, а также позиция родительского сообщества.

### Российские особенности
- Готовность здания школы — принятие детей с двигательными нарушениями, обеспечения доступа в школьное здание и во все его помещения[33].
- Транспортная поддержка — невозможность привести ребёнка в учебное заведение, так как они не удовлетворяют критериям доступности: не имеют пандусов, лифтов, поручней в коридорах, содержат пороги, труднооткрываемые двери, неприспособленные туалеты.
- Готовность образовательной среды соответствовать разным образовательным возможностям учеников, например «люди, готовые изменяться вместе с ребёнком и ради ребёнка», не только «особого», но и самого обычного.
- Готовность педагогов к обучению детей с различными образовательными потребностями.
- Готовность коллектива разделять идею инклюзии и реализовывать её в культуре образовательного учреждения[34].